# Тополь евфратский
Евфра́тский то́поль, или Тура́нга евфра́тская, или То́поль закавка́зский (лат. Pópulus euphrática) — вид лиственных деревьев из рода Тополь (Populus) семейства Ивовые (Salicaceae).
Смола коры под названием «бури-армени» считается лекарственной.
Древесина красноватая, крупнослойная, лёгкая, используется на столярные поделки.

## Распространение и экология
В природе ареал вида охватывает Северную Африку (Алжир, Ливия, Египет) и умеренные районы Азии, от Турции и Израиля до восточных районов Китая.
Произрастает по берегам рек.

## Ботаническое описание
Почки имеют опушение. Листья длинных побегов линейные или ланцетные; коротких — яйцевидно-ромбические или эллиптически-округлые, с неглубокими зубцами, все светло-серо-зелёные.
Ось молодых серёжек пушистая; ножки с рассеянными волосками.
Коробочки гладкие, сизоватые, трёхстворчатые.

## Таксономия
Populus euphratica Olivier, Voy. Emp. Othoman, ed. Quatra, 3: 449 (1807)

### Синонимы
- Populus diversifolia Schrenk, Enum. Pl. Nov. 2: 15 (1842)[2]
- Populus amygdalaceifolia Griff., Itin. Pl. Khasyah Mts.: 286 (1848), not validly publ.
- Balsamiflua deltoides Griff., Not. Pl. Asiat. 4: 382 (1854)
- Populus ariana, Populus bonnetiana, Populus litwinowiana, Populus mauritanica Dode, Bull. Soc. Hist. Nat. Autun 18: 175 (1905)
- Populus glaucicomans Dode, Extr. Monogr. Ined. Populus: 18 (1905)
- Populus illicitana Dode, Bull. Soc. Dendrol. France 1908: 163 (1908)
- Populus illicitana Dode ex Goerz, Repert. Spec. Nov. Regni Veg. 36: 20 (1934), pro syn.
- Turanga euphratica (Olivier) Kimura, Sci. Rep. Tohoku Imp. Univ., Ser. 4, Biol. 13: 386 (1938)
- Turanga ariana (Dode) Kimura, Sci. Rep. Tohoku Imp. Univ., Ser. 4, Biol. 13: 387 (1938)
- Turanga bonnetiana (Dode) Kimura, Sci. Rep. Tohoku Imp. Univ., Ser. 4, Biol. 13: 387 (1938)
- Turanga diversifolia (Schrenk) Kimura, Sci. Rep. Tohoku Imp. Univ., Ser. 4, Biol. 13: 387 (1938)
- Turanga litwinowiana (Dode) Kimura, Sci. Rep. Tohoku Imp. Univ., Ser. 4, Biol. 13: 387 (1938)
- Turanga mauritanica (Dode) Kimura, Sci. Rep. Tohoku Imp. Univ., Ser. 4, Biol. 13: 387 (1938)
- Turanga glaucicomans (Dode) Kimura, Sci. Rep. Tohoku Imp. Univ., Ser. 4, Biol. 13: 388 (1938)
- Turanga illicitana (Dode) Kimura, Sci. Rep. Tohoku Imp. Univ., Ser. 4, Biol. 13: 388 (1938)
- Balsamiflua euphratica (Oliv.) Kimura, Sci. Rep. Tohoku Imp. Univ., Ser. 4, Biol. 14: 191 (1939)
- Balsamiflua ariana (Dode) Kimura, Sci. Rep. Tohoku Imp. Univ., Ser. 4, Biol. 14: 192 (1939)
- Balsamiflua litwinowiana (Dode) Kimura, Sci. Rep. Tohoku Imp. Univ., Ser. 4, Biol. 14: 192 (1939)
- Balsamiflua mauritanica (Dode) Kimura, Sci. Rep. Tohoku Imp. Univ., Ser. 4, Biol. 14: 192 (1939)
- Balsamiflua bonnetiana (Dode) Kimura, Sci. Rep. Tohoku Imp. Univ., Ser. 4, Biol. 14: 192 (1939)
- Balsamiflua diversifolia (Schrenk) Kimura, Sci. Rep. Tohoku Imp. Univ., Ser. 4, Biol. 14: 192 (1939)
- Balsamiflua glaucicomans (Dode) Kimura, Sci. Rep. Tohoku Imp. Univ., Ser. 4, Biol. 14: 193 (1939)
- Balsamiflua illicitana (Dode) Kimura, Sci. Rep. Tohoku Imp. Univ., Ser. 4, Biol. 14: 193 (1939)